# Warszawa Międzylesie
Warszawa Międzylesie – przystanek osobowy Polskich Kolei Państwowych obsługiwany przez Koleje Mazowieckie.
W roku 2022 dzienna wymiana pasażerska na przystanku wyniosła 2000 osób.

## Opis
Jest położony na terenie warszawskiego Wawra przy ul. Patriotów. Budynek przystanku kolejowego składający się z kasy, poczekalni i oryginalnego, finezyjnego dachu został wybudowany w 1936 roku przez Kazimierza Centnerszwera i stanowi przykład architektury modernizmu.
W 2010 wiata peronowa z poczekalnią została wpisana do rejestru zabytków (wraz z podobnymi wiatami znajdującymi się na przystankach kolejowych na tzw. linii otwockiej: Warszawa Radość, Warszawa Miedzeszyn, Warszawa Falenica, Michalin, Józefów oraz Otwock Świder).
| Przewoźnik | Linia | Trasa |       |
| ---------- | ----- | --- | ----- |
| SKM        | S1    | Otwock – Warszawa Falenica – Warszawa Międzylesie – Warszawa Wawer – Warszawa Wschodnia – Warszawa Śródmieście – Warszawa Zachodnia – Warszawa Ursus – Pruszków    | [ 3 ] |
| KM         | R7    | Warszawa Zachodnia – Warszawa Śródmieście – Warszawa Wschodnia – Warszawa Wawer – Warszawa Międzylesie – Warszawa Falenica – Otwock – Celestynów – Pilawa – Dęblin | [ 3 ] |

## Opis przystanku
Przystanek składa się z jednego wysokiego peronu wyspowego, z 2 krawędziami peronowymi oraz przejściem podziemnym.
Pośrodku peronu znajduje się budynek przystanku z małą poczekalnią. Przedłużony dach budynku stacyjnego stanowi częściowe zadaszenie peronu.
Na północnej głowicy peronu znajduje się przejście podziemne. Na południowej głowicy – przejście naziemne po torach; można nim także wejść na peron od ul. Patriotów.

## Ruch pasażerski[4]
| Rok  | Wymiana pasażerska na dobę |
| ---- | -------------------------- |
| 2017 | 2200                       |
| 2018 | 1800                       |
| 2019 | 2600                       |
| 2020 | 1400                       |
| 2021 | 1500                       |
| 2022 | 2000                       |
| 2023 | 1400                       |